# Atletismo nos Jogos Pan-Americanos de 1967 - Salto em altura masculino
A prova do salto em altura masculino nos Jogos Pan-Americanos de 1967 foi realizada em Winnipeg, Canadá.

## Medalhistas
| Ouro                            | Prata                           | Bronze                     |
| Ed Caruthers USA Estados Unidos | Otis Burrell USA Estados Unidos | Roberto Abugattas PER Peru |

## Resultados
| Posição           | Nome               | Nacionalidade      | Marca | Notas |
| ----------------- | ------------------ | ------------------ | ----- | ----- |
| Medalha de ouro   | Ed Caruthers       | USA Estados Unidos | 2.19  |       |
| Medalha de prata  | Otis Burrell       | USA Estados Unidos | 2.16  |       |
| Medalha de bronze | Roberto Abugattas  | PER Peru           | 2.05  |       |
| 4                 | Teodoro Palacios   | GUA Guatemala      | 2.00  |       |
| 5                 | Wilf Wedman        | CAN Canadá         | 2.00  |       |
| 6                 | Roberto Pozzi      | ARG Argentina      | 2.00  |       |
| 7                 | Cristián Errazuriz | CHI Chile          | 1.95  |       |
| 8                 | Eleuterio Fassi    | ARG Argentina      | 1.95  |       |